# Aphirape boliviensis
Aphirape boliviensis är en spindelart som beskrevs av Galiano 1981. Aphirape boliviensis ingår i släktet Aphirape och familjen hoppspindlar. Inga underarter finns listade i Catalogue of Life.